# Ислам на Гавайях
Официальное закрепление ислама на Гавайях относится к 1979 году, когда было создано Объединение мусульманских студентов этого штата, хотя неформально эта организация действовала еще в 1968 году. Группа сначала молилась в коттедже, прежде чем купить помещение под мечеть Маноа в период 1979‒1980 годов. Тем не менее, по данным исследования, проведённого в 1992 году американской группой поддержки мусульман, в это время на Гавайях не было ни одной мечети.
В начале 2001 года в мечети Маноа было упомянуто, что посещение пятничной молитвы составляло 200 человек, в конце ифтара Рамадана было 700 участников, а в самой мечети — 2000 человек.
Мусульмане составляют около 0,5 % населения Гавайских островов, согласно переписи на территории штата проживает около 6000 мусульман.

## Празднование Дня Ислама
В мае 2009 года законодатели Гавайских островов проголосовали за создание назначенного государством дня признания — Дня ислама 24 сентября того года, чтобы признать «богатый религиозный, научный, культурный и художественный вклад исламского мира». Резолюция была одобрена в Сенате штата.

## Исламское искусство
Особняк Шангри Ла, построенный Дорис Дьюк в 1937 году, служит хранилищем для более чем 2500 произведений исламского искусства, а также исламской архитектуры, воплощенной в самом здании. В настоящее время здание находится в ведении Фонда исламского искусства Дорис Дьюк в сотрудничестве с Музеем искусств Гонолулу.

## Образование
Философские факультеты Гавайского университета в Маноа, где расположена главная мечеть штата, предлагают сертификат бакалавриата в области исламских исследований.